# Ponta de Pedras (Goiana)
Ponta de Pedras é um distrito do município de Goiana, Pernambuco. Localiza-se a uma latitude 07º33'38" sul e a uma longitude 35º00'09" oeste, estando ao nível do mar, pois também é uma praia. Sua população estimada em 2010 era de 8.008 habitantes.

## Praia
A praia de Ponta de Pedras é a praia mais agitada do município de Goiana, além de ser a zona do município que recebe mais turistas, as zonas de acesso da praia são a BR-101 e a PE-49. A temperatura da região é bem alta, com sua temperatura média de 24°C ao ano.
Por muitos anos Ponta do Seixas na Paraíba e Ponta de Pedras em Pernambuco disputaram a categoria de ponto mais oriental das Américas. A questão só foi resolvida quando uma comissão do Ministério da Marinha julgou oportuno que de uma vez por todas esse diferendo fosse dirimido. Para isso, com permissão do Diretor Geral da Navegação local, designou-se os capitães-tenentes Newton Tornaghi e Rubens Figueiroa para determinar as coordenadas geográficas daqueles pontos extremos, tirando azimutes para todas as pontas circunvizinhas de modo a apurar aquela pequena disputa. Sendo assim, essa questão, que permaneceu esquecida por tantos séculos, foi finalmente esclarecida em 1941 pelos referidos oficiais, que determinaram com precisão as posições geográficas de ambas as pontas e estabeleceram definitivamente Seixas como o ponto mais a leste da costa continental brasileira.

## História
Primitivamente ocupada por índios caetés e potiguaras, o distrito de Ponta de Pedras originou-se de um dos mais antigos núcleos de colonização da região. O distrito pertenceu na época das Capitanias Hereditárias a Capitania de Itamaracá.
Pela lei estadual nº 4950, de 20 de dezembro de 1963, é desmembrado do município de Goiana, o distrito de Ponta de Pedras, que foi elevado à categoria de município, mas o Tribunal de Justiça, por decisão de 27 de agosto de 1964, o município de Ponta de Pedras é extinto, tendo seu território anexado ao município de Goiana, voltando a ser o distrito. E permanece distrito até os dias atuais.

## Economia

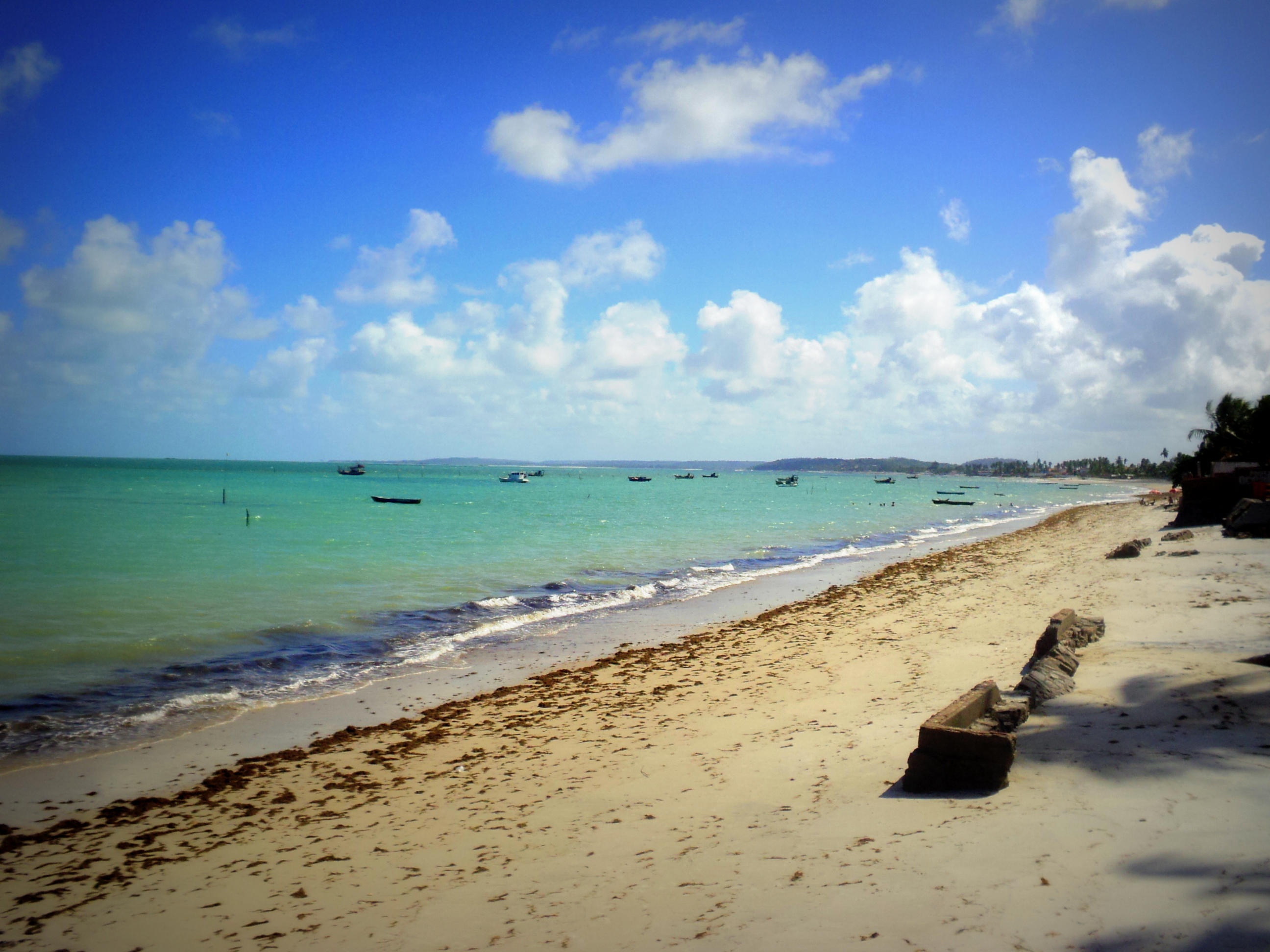
Praia

O distrito possui uma pequena zona comercial e uma rede hoteleira, além de diversos restaurantes que garantem a economia da região, o período que o comércio mais recebe lucro é no verão, porque recebe um grande número de turistas de Goiana, Região Metropolitana de Recife, João Pessoa e região.